# Beleakoveț, Veliko Tărnovo
Beleakoveț (în bulgară Беляковец) este un sat în comuna Veliko Tărnovo, regiunea Veliko Tărnovo,  Bulgaria. 

## Demografie
Componența etnică a satului Beleakoveț
     Bulgari (56,55%)
     Nicio identificare (43%)
     Altele (0,44%)
La recensământul din 2011, populația satului Beleakoveț era de 893 locuitori. Din punct de vedere etnic, majoritatea locuitorilor (56,55%) erau bulgari. Pentru 43,0% din locuitori nu este cunoscută apartenența etnică.